# هيو بويد
هيو بويد (بالإنجليزية: Hugh Boyd)‏ هو لاعب كرة قدم أسترالية أسترالي، ولد في 24 أبريل 1886 في بنديجو في أستراليا، وتوفي في 8 أغسطس 1960 في Sandringham, Victoria ‏ في أستراليا.

## وصلات خارجية
- هيو بويد على موقع AustralianFootball.com (الإنجليزية)
- هيو بويد على موقع AFLtables.com (الإنجليزية)